# Amastris vitallina
Amastris vitallina är en insektsart som beskrevs av Broomfield 1976. Amastris vitallina ingår i släktet Amastris och familjen hornstritar. Inga underarter finns listade i Catalogue of Life.